# Hương Thành, Garzê
Hương Thành (chữ Hán giản thể: 乡城县, Hán Việt: Hương Thành huyện) là một huyện thuộc Châu tự trị dân tộc Tạng Cam Tư, tỉnh Tứ Xuyên, Cộng hòa Nhân dân Trung Hoa. Huyện này có diện tích 5016 km2, dân số năm 2002 là 30.000 người. Huyện Hương Thành được chia ra các đơn vị hành chính gồm 1 trấn Tang Phi; 11 hương: Ni Tư, Sa Cống, Thủy Oa, Thanh Đức, Thanh Mạch, Nhiên Ô, Động Tùng, Nhiệt Đả, Định Ba, Chính Đẩu, Bạch Y.